# 美しい隣人
『美しい隣人』（うつくしいりんじん）は、関西テレビとメディアミックス・ジャパン（MMJ）の共同制作により2011年1月11日から3月15日までフジテレビ系列で毎週火曜日の22:00 - 22:54（JST）に放送されたテレビドラマ。
主演の仲間由紀恵と檀れいの初共演による、サスペンスタッチの作品となっている。仲間にとっては関西テレビ火曜10時枠の初主演作品、檀にとっては民放の連続ドラマ初出演となる。
キャッチコピーは「女は、苦しむ女を見るのが好き。」。

## 放送
初回は22:10 - 23:14（JST）の10分拡大。2011年3月15日の最終話は22:00 - 23:09の15分拡大の予定だったが、同日22時31分ごろに静岡県東部地震により、22:35から22:50まで地震速報のため放送が中断され、22:50から中断した部分の続きから再開された。15分順延の23:21までドラマ本編は放送され、その後地震速報に戻り、23:24から新番組などの予告映像や次枠「ニッポン インポッシブル(最終回)」のクロスプログラムが流れた後、23:26に終了した。最初の15分間の中断の際は、番組終了時刻は23:24に変更されたのだが、ドラマ終了後の地震速報が挿入されるにあたり、さらに23:27に変更された。関西テレビ公式サイト内番組表では、ドラマ終了後の天気予報が23:24（順延前は23:09）からの放送となっていた。
また、最終話のみ東日本大震災の影響で、ニトリとヒューマンアカデミーを除く協賛社の提供クレジットが自粛され、前述2社とKDDI災害用伝言板（KDDIが協賛社）のCMを除きACジャパンの公共広告CMに差し替えられた。
東海テレビとテレビ静岡では3月26日に、仙台放送では4月2日の15:00-16:10に最終話が再放送された。途中中断された本放送を考慮したものである。

## あらすじ
郊外の住宅地・美空野町に暮らす平凡な専業主婦・矢野絵里子は、夫と息子の3人家族で平穏な日々を過ごしていた。ところがある日、絵里子の家の隣に引越して来た謎の美女・マイヤー沙希によって、彼女の平穏な生活は崩れ去っていく。

## キャスト

### 主要人物
マイヤー 沙希 ／ 筧 沙希〈本名〉 - 仲間由紀恵
本作の主人公。アメリカ人の夫が間もなく海外から赴任するという理由で、絵里子の隣家に引越して来た謎の美女。内装の仕事をしている。奥ゆかしいが、気性が激しく些細な事で激怒する。心に闇を抱えており、ある意図から絵里子を脅かす。実は雅彦の妻で、茜池で溺死した隼人の母親。絵里子だけでなく、家族ぐるみで付き合いをしていたママ友の真由美を始め、夫の慎二、姑の美津子に近付き、次々と絵里子の人間関係を壊していく。慎二には「エリコ」と名乗っている。
絵里子が依頼した探偵・岬の調査によると、旧姓：網浜。静岡県清水市出身。実家は開業医で、父の死後、兄が医院を継いでいる。地元の中学を卒業後、エスカレータ式の私立女子高・女子大に進学。地元では真面目で大人しい性格だった。家を引き払い、姿を消してからは住宅展示場で働いていた。
矢野 絵里子 - 檀れい
本作のもう1人の主人公。長野県松本市出身。旧姓：瀧野。夫と息子の3人で暮らす平凡な専業主婦。平穏な生活に満足していたが、突如現れた沙希によって窮地に陥れられる。1年前に駿が失踪した同じ日に、茜池で隼人が溺死したことを気にかけ、度々子供が溺れる悪夢を見る。町内の川に蛍を呼び込む「ホタルの会」のメンバー。実家は長野で開業医をしており、兄が跡を継いでいる。岬から沙希の経歴を聞き、似たものを感じる。最終話では家族と共に引っ越しした。

### 矢野家
矢野 慎二 - 渡部篤郎
絵里子の夫。大手家電メーカー「エネックス電器産業」に勤務する会社員。東京支社勤務だが、一時大阪本社に単身赴任していた。男気があり、部下への面倒見も良い。浮気したことは一度もなかったが、バーで会った沙希のことが気になり始める。
矢野 駿 - 青山和也
絵里子と慎二の一人息子で、敏郎と美津子の孫。「わかば幼稚園」の年長組で、スイミングスクールに通っている。人見知りする性格で、沙希に対し最初は怯えを見せるが、浅木のいじめから助けてもらったことをきっかけに懐いていく。
矢野 敏郎 - 左右田一平
絵里子の舅で慎二の実父、美津子の夫で駿の父方の祖父。
矢野 美津子 - 草笛光子（特別出演）
絵里子の姑で慎二の実母、敏郎の妻で駿の父方の祖母。絵里子が孫と共に大阪へ行くのではないかと寂しがっている。一時入院していた。

### 相田家
相田 真由美 - 三浦理恵子
和史の妻（実は、和史とは再婚）。絵里子の家の近所に住む友人で、夫婦で喫茶店「ミッキー」を営む。矢野家とは家族ぐるみで仲が良く、寛大で面倒見がよい。「ホタルの会」のメンバー。絵里子が美津子の見舞いで駿の幼稚園への送り迎えを沙希に頼んだり、未央と一緒に駿をスイミングスクールに連れて行こうとしたことを断ったりした為、次第に絵里子に苛立ちを感じる反面、沙希とは親しくなっていく。沙希から夫の浮気を相談された際、自身に離婚歴があることを絵里子から聞かされたと誘導されて、絵里子に不信感を抱き、避けるようになる。また、人に頼られるのが好きな性格から、沙希に相談されたことが嬉しく、沙希と親友になったと思うようになる。沙希の裏切りによりおかしくなっていく絵里子に異常さを感じる。
相田 和史 - 森山栄治
真由美の夫（妻の真由美より年下）。喫茶店「ミッキー」を経営する。世話好きでお人好し。理生をウェイターとして雇う。絵里子たちとは家族ぐるみの付き合いをしていたが、沙希の裏切りにより取り付かれたようになっていく絵里子に異様さを感じる。
相田 未央 - 谷花音
真由美と和史の一人娘。「わかば幼稚園」の年長組で、駿とは仲が良い。感じの良い沙希にどんどん懐いていく。

### 関家
関 加奈 - 鈴木砂羽（第1・5・6・9・最終話）
かつて、絵里子の隣家に暮らしていたが、義父の介護の為に大阪に転居。大阪で偶然慎二と沙希が一緒にいる現場を彰宏と目撃し、また、絵里子と真由美の不仲を心配する。
関 彰宏 - 小林正寛（第1・5・9話）
加奈の夫。父親の介護の為、実家の大阪に戻る。大阪で偶然慎二と沙希が一緒にいる現場を加奈と目撃し、絵里子と慎二を心配する。

### 瀧野家
瀧野 紀子 - 高林由紀子（第8・9話）
絵里子の母。駿の母方の祖母。
瀧野 克也 - 光石研（第8・9話）
絵里子の兄。駿の母方の伯父。松本市で瀧野医院を継いでいる。
瀧野 由利 - 辻しのぶ（第8・9話）
克也の妻。駿の母方の伯母。目を離した隙に駿を見失う。
おばあちゃん - 小野敦子（第8話）

### エネックス電器産業
真下 亜美 - 藤井美菜
大阪本社勤務。慎二の部下のOL。慎二に想いを寄せている。絵里子に嫉妬して無言電話や「死ね」と電話したり、溝田に告発メールを送り、アメリカ行きの話を白紙にさせる。
石森 - 神保悟志（第1・3話）
東京支社勤務。慎二の同僚。
溝田 - 名高達男（第8・9話）
常務。アメリカに新設する子会社に慎二を誘うが、告発メールを受けて調査した上で、話をなかったことにする。

### その他
筧 雅彦 - 高知東生（第2話 -）
絵里子が茜池で出会った男性。1年前に息子の隼人を亡くしている。実は沙希の別居中の夫（このことより沙希が名乗る「マイヤー」という名字は嘘であること、沙希が隼人の母親であることを暗喩している）。最初の妻との別居中に沙希と出会い、一緒に暮らし始めて結婚するが、些細なことで怒りを感じると別人のように豹変する沙希の異常性を知って、離婚を考えるようになる。その後知り合った内縁の妻との間に子供を授かる。今はインテリアデザイン事務所を開業している。
筧 隼人（回想） - 滝田匠
雅彦と沙希の息子。1年前に茜池で溺死。
松井 理生 - 南圭介
相田夫妻が営む喫茶店「ミッキー」にウェイターとして雇われた。寡黙で近寄りがたく、素性も不明。1年前に木に登って降りられなくなった駿を助けて以降、懐かれている。沙希が引っ越してくる前から彼女と遭遇していたようであり（そう思わせる理生の回想シーンが度々登場する）、沙希の持つ裏側の顔を感じて険しい表情を見せていたが、いつの間にかその彼も彼女の魅力に抗えなくなっていた。
広瀬 浩太 - 青山ハル
「ホタルの会」メンバーの大学生。駿が通うスイミングスクールのバイトのコーチ。
中牟田 肇 - 武野功雄
「ホタルの会」の先生。
鳥飼 - 佐野圭亮
慎二が大阪で通う宗右衛門町にあるバー「NEST」のマスター。
浅木 比呂 - 馬渕誉（第3・4話）
新しくスイミングスクールに入ってきた生徒。友達のふりをして駿をいじめていたが、沙希に脅され、スイミングスクールを辞めてしまう。
岬 - 堀部圭亮（最終話）
絵里子が沙希の居場所を探すよう依頼した探偵。

## スタッフ
- 脚本：神山由美子
- 音楽：池頼広
- 主題歌：東方神起「Why? (Keep Your Head Down)」 (エイベックス・マーケティング)
- プロデューサー：豊福陽子（関西テレビ）、遠田孝一（MMJ）、浅井千瑞（MMJ）
- 演出：今井和久、小松隆志、星野和成
- ポスター・PRスポット撮影：蜷川実花
- 制作：関西テレビ・MMJ

## 放映リスト
| 各話                                                       | 放送日        | サブタイトル           | サブタイトル                     | 演出     | 視聴率 | 備考                                                    |
| 各話                                                       | 放送日        | 放送時                 | ラテ欄                           | 演出     | 視聴率 | 備考                                                    |
| ---------------------------------------------------------- | ------------- | ---------------------- | -------------------------------- | -------- | ------ | ------------------------------------------------------- |
| 第1話                                                      | 2011年1月11日 | 苦しむ女、苦しめる女   | 魔性の女、現る                   | 今井和久 | 14.3%  | 10分繰り下げ 10分拡大                                   |
| 第2話                                                      | 2011年1月18日 | 幸福を壊す女           | 幸福を壊す女                     | 今井和久 | 15.0%  | -                                                       |
| 第3話                                                      | 2011年1月25日 | 隣の女の正体           | ついに暴かれる過去… 隣の女の正体 | 小松隆志 | 9.8%   | -                                                       |
| 第4話                                                      | 2011年2月01日 | 満足できない女         | 満足できない女                   | 小松隆志 | 10.9%  | -                                                       |
| 第5話                                                      | 2011年2月08日 | 絶体絶命               | 立場逆転… 不幸な女の華麗なる変身 | 今井和久 | 12.2%  | -                                                       |
| 第6話                                                      | 2011年2月15日 | 地獄の快気祝い         | 全てがバレるとき… 地獄の快気祝い | 小松隆志 | 12.7%  | -                                                       |
| 第7話                                                      | 2011年2月22日 | 夫を誘惑した本当の理由 | 禁断の告白                       | 小松隆志 | 13.8%  | -                                                       |
| 第8話                                                      | 2011年3月01日 | 反撃の瞬間（とき）     | 5歳の完全犯罪                    | 星野和成 | 12.0%  | -                                                       |
| 第9話                                                      | 2011年3月08日 | 零（こぼ）れたミルク   | こぼれたミルク                   | 今井和久 | 13.6%  | -                                                       |
| 最終話                                                     | 2011年3月15日 | 勝つ女                 | 勝つ女                           | 今井和久 |        | 15分拡大（22:00 - 22:35・22:50 - 23:21・23:24 - 23:27） |
| 平均視聴率 12.9%（視聴率は関東地区・ビデオリサーチ社調べ） |               |                        |                                  |          |        |                                                         |

## 関連商品

### サウンドトラック
収録曲
- 作曲・編曲：池頼広

1. 美しい隣人
2. 冷たい微笑み
3. Fireflies
4. 深闇のざわめき
5. ほころび
6. 静かなる波紋
7. 凍てつく刃
8. 流氷
9. Blue Forest
10. 甘美な罠
11. 三日月の影
12. 積りゆく怒り
13. 聖母の哀しみ
14. 眠れぬ夜
15. 冷たい指先
16. 孤独はさざ波のように
17. Fireflies no words
18. 闇からの声
19. 静かなる罪
20. 言い知れぬ不安
21. 忍び寄る真実
22. 斜陽
23. パンドラの匣
24. 氷点
25. Fireflies show ver.

### 書籍
- 美しい隣人（脚本・神山由美子、ノベライズ・花井良智、集英社文庫、2011年2月18日発売、ISBN 978-4-08-746671-3）
  - ノベライズ版は、ドラマでは描かれていないエピソードが追加され、結末もドラマとは異なる内容となっている。

### DVD
- 美しい隣人 DVD-BOX（ポニーキャニオン、2011年4月20日発売）

## CM
仲間が出演しているサッポロビール・麦とホップのCMの別バージョン「仲間さん つづき篇」が、当ドラマ放送時間限定で放送されていた。内容は、共演する田村正和にドラマの続きを聞かれ、仲間が自分の口からは言えないと答える。